# Все деньги мира
«Все деньги мира» (англ. All the Money in the World) — криминальный триллер режиссёра Ридли Скотта по сценарию Дэвида Скарпы. Сюжет фильма основан на книге Джона Пирсона «Пол Гетти: мучительные миллионы» и на реальных событиях, когда в 1973 году был похищен внук Пола Гетти, богатейшего бизнесмена в 1950-1970 годах. Главные роли исполнили Мишель Уильямс, Марк Уолберг, Кристофер Пламмер и Чарли Пламмер.
Премьера в США состоялась 25 декабря 2017 года, в России фильм вышел в прокат 22 февраля 2018 года. Фильм получил номинации на «Оскар» и BAFTA в категории «Лучшая мужская роль второго плана» (Кристофер Пламмер), а также был номинирован на «Золотой глобус» за лучшую режиссуру (Ридли Скотт), лучшую женскую роль в драме (Мишель Уильямс) и лучшую мужскую роль второго плана (Кристофер Пламмер).

## Сюжет
В 1973 году в Риме похищен 16-летний Джон Пол Гетти III, внук нефтяного магната Жана Пола Гетти (далее — Пол I), самого богатого человека в мире. Похитители требуют выкуп в размере 17 миллионов долларов. Во флэшбеках рассказывается, что родители Пола III — Гейл Харрис и Джон Пол Гетти II — развелись в 1971 году из-за пристрастия Пола II к алкоголю и наркотикам. Гейл отказалась от алиментов и отступных в обмен на полную опеку над своими детьми после развода, поэтому у неё нет средств для выплаты выкупа. Она отправляется в Великобританию в поместье Пола I и умоляет заплатить выкуп за внука, но тот отказывается, заявив, что это будет способствовать дальнейшему похищению членов его семьи. Пол I подозревает, что похищение могло являться инсценировкой, устроенной самим подростком и его матерью с целью выманить деньги у главы семейства. Он поручает Флетчеру Чейсу, начальнику службы безопасности своей нефтяной компании и бывшему оперативнику ЦРУ, расследовать дело.
Пол III находится в заложниках в подземном убежище в горах Калабрии на юге Италии. Первоначально его похитители, особенно Данте Аньяна по прозвищу Полтинник, хорошо относятся к пленнику, потому что его спокойное и покорное поведение не доставляет им проблем. Однако ситуация обостряется, когда проходят недели, а требования о выкупе остаются без ответа. Преступники спорят по поводу того, следует ли переместить Пола III в новое место по мере приближения зимы, поскольку используемое ими убежище не подходит для холодных условий. Один из похитителей случайно показывает своё лицо Полу III, в результате оказывается убитым своим сообщником. Полиция находит обгоревшее изуродованное тело и ошибочно принимает его за Пола III. Однако прибывшая на опознание тела Гейл утверждает, что это не её сын.
После идентификации трупа и установления сообщников убитого, полиции удаётся узнать местонахождение укрытия, где удерживают Пола III. Полиция проводит рейд и убивает нескольких преступников, но Пола III в камере уже нет: похитители продали его крупной преступной группировке под названием ндрангета. Полтинник перешёл на службу к новым хозяевам своего подопечного, которые не хотят терять времени зря и более агрессивно ведут переговоры с семьёй Гетти, чтобы получить выкуп. После неоднократных переговоров с Гейл и Флетчером похитители, разочарованные тем, как долго длится процесс, понижают запрашиваемую цену с 17 до 7, а потом до 4 миллионов долларов[прояснить].
Полу III удаётся сбежать и на машине добраться до полицейского участка в небольшом городке, но всесильный босс ндрангеты забирает его прямо из участка. Ситуация обостряется, похитители отрезают Полу III правое ухо и отправляют его в крупную итальянскую ежедневную газету с заявлением, что они продолжат калечить своего пленника, пока выкуп не будет выплачен. Гейл пересылает в поместье Гетти 1000 экземпляров газеты, на первой полосе которой напечатан снимок отрезанного уха её сына. Пол I наконец смягчается и соглашается заплатить выкуп. Взамен Гейл должна отказаться от родительских прав на Пола III и других своих детей и передать полную опеку над ними их отцу, своему бывшему мужу Полу II. Она неохотно подписывает бумаги. Однако выясняется, что Пол I согласился дать всего лишь миллион долларов — это максимальная сумма, которая не подлежит обложению подоходным налогом. Узнав об этом, Флетчер угрожает[чем?] Полу I и взывает к его совести. По возвращении в Италию Флетчер узнаёт, что миллиардер согласился выплатить полную сумму выкупа и вдобавок вернул Гейл право опеки над её детьми.
Гейл и Флетчер через Полтинника договариваются об обмене. Утром они выезжают на машине из Рима на юг. Следуя инструкциям похитителей, Гейл и Флетчер оставляют деньги на дороге в лесу, затем получают инструкцию забрать Пола III со строительной площадки. Однако испуганный мальчик убегает оттуда в сторону ближайшего города. Тем временем похитители видят преследующую Гейл полицию (та была наведена журналистами и папарацци); босс ндрангеты приказывает найти и убить Пола III. В поисках юноши Флетчер, Гейл и похитители приезжают в город, вслед за ними прибывает и полиция. Флетчер натыкается на Пола III, но тот убегает от него и тут же попадает в руки одного из бандитов. В дело вмешивается Полтинник, который оглушает сообщника и призывает Флетчера и Гейл немедленно вывезти Пола III из Италии в безопасное место.
В своём особняке умирает Пол I. Гейл поручено управлять наследством своих детей до тех пор, пока они не достигнут совершеннолетия. Адвокаты сообщают, что собственность Пола I была оформлена как благотворительный семейный траст, что дало ему возможность сколотить состояние, не платя налоги. Однако согласно уставу фонда, он не мог фактически тратить деньги, а мог только инвестировать. Значительную часть средств траста он вложил в картины, скульптуры и другие предметы искусства. Обширная коллекция Пола I становится основой Музея Гетти в Лос-Анджелесе. Бо́льшую часть его состояния семья жертвует на благотворительность.

## В ролях
- Мишель Уильямс — Абигейл «Гейл» Харрис
- Марк Уолберг — Флетчер Чейс
- Кристофер Пламмер — Жан Пол Гетти
- Чарли Пламмер — Джон Пол Гетти III
  - Чарли Шотуэлл — Джон Пол Гетти III в детстве
- Ромен Дюрис — Полтинник
- Тимоти Хаттон — адвокат Гетти
- Эндрю Бьюкен — Джон Пол Гетти II
- Джузеппе Бонифати — Яковони
- Кит Крэнстон — Марк Гетти в детстве
- Майя Келли — Айлин Гетти в детстве

## Производство
13 мая 2017 года в СМИ появилась информация о том, что к роли Гейл Харрис (матери Джона Пола Гетти III) присматривается Натали Портман. Ранее эта роль была предложена Анджелине Джоли, но ей пришлось отказаться из-за занятости в других проектах. 31 мая было объявлено, что главные роли в новом фильме Ридли Скотта исполнят Мишель Уильямс, Марк Уолберг и Кевин Спейси.
Изначально Кевин Спейси целиком отыграл роль Жана Пола Гетти. Но после волны обвинений в сексуальных домогательствах в адрес актёра почти все сцены с участием Спейси (всего их было 22) были забракованы и пересняты с участием Кристофера Пламмера. Известно, что Ридли Скотт с самого начала планировал пригласить именно Пламмера на эту роль. Пламмер (род. 1929) гораздо ближе к Гетти по возрасту, в отличие от Спейси. Во время событий, описываемых в фильме, Жану Полу Гетти было 80 лет. Кевину Спейси на момент съемок было 58 лет, из-за чего гримёры работали над образом актёра по несколько часов в день, чтобы его «состарить». На пересъёмку ушло 8 дней и 10 миллионов долларов.

## Реальные события
Фильм снят по мотивам исторических событий, произошедших в 1973 году. В 1957—1976 годах Жан Пол Гетти был богатейшим человеком в мире.
Был похищен его внук, Джон Пол Гетти III, который в то время жил в Риме, ведя там богемную жизнь. В течение пяти месяцев Гетти-старший отказывался платить выкуп в сумме 17 миллионов долларов, объясняя это так: «У меня четырнадцать внуков, если сегодня я заплачу один пенни, завтра у меня будет четырнадцать похищенных внуков».

## Критика
Отзывы о фильме преимущественно положительные.
Empire: «За свою роль Кристофер Пламмер может получить все награды в мире».
The Hollywood Reporter: «Это фильм о реальной жизни со всеми её крайностями, богатством, с людскими чудачествами, скорбью, напряжённостью, смелостью, готовностью пойти на преступление в политических целях, с удачей и с силой материнской любви… Это также взгляд в изысканный мир, где деньги — это безграничное всё».
The Guardian: «Пламмер не выглядит как поспешная замена, он всецело наслаждается своей ролью. И идеально для неё подходит».
The Telegraph: «Мишель Уильямс очень хороша, чувствуется влияние Одри Хепбёрн».
The Daily News: «Совместные сцены Кристофера Пламмера и Мишель Уильямс стоят того, чтобы заплатить за билет в кино».
Regnum: «У Ридли Скотта получилась семейная драма, обёрнутая в политэкономию».

## Награды и номинации
| Премия           | Категория                         | Номинант          | Результат |
| ---------------- | --------------------------------- | ----------------- | --------- |
| «Оскар»          | Лучшая мужская роль второго плана | Кристофер Пламмер | Номинация |
| «Золотой глобус» | Лучший режиссёр                   | Ридли Скотт       | Номинация |
| «Золотой глобус» | Лучшая женская роль — драма       | Мишель Уильямс    | Номинация |
| «Золотой глобус» | Лучшая мужская роль второго плана | Кристофер Пламмер | Номинация |
| BAFTA            | Лучшая мужская роль второго плана | Кристофер Пламмер | Номинация |